# Semyjatky
Semykhatky  (ucraniano: Семихатки) es una localidad del Raión de Berezivka en el Óblast de Odesa de Ucrania. Según el censo de 2001, tiene una población de 345 habitantes.